# 1816 год в науке
В 1816 году были различные научные и технологические события, некоторые из которых представлены ниже.

## События
- Год без лета — до настоящего времени этот год остаётся самым холодным с начала документирования метеорологических наблюдений.
- В Крыму построены Тарханкутский и Херсонесский маяки.

## Родились
- 8 марта — Жан Кабанис, немецкий орнитолог.
- 1 сентября — Георг Аппунн, немецкий учёный-акустик, музыкант, изобретатель (ум. 1865).
- 19 июля — Карл-Фридрих-Эдуард Лукас, немецкий учёный-помолог (умер 1882).
- 11 сентября — Карл Цейсс, инженер, основатель известной фабрики оптических приборов (ум. 1888 г.).
- 13 сентября — Генрих Эдуард фон Папе, германский юрист, учёный-правовед.
- 9 ноября — Йозеф Байма, итальянский учёный, математик, философ (ум. 1892 г.).
- 30 ноября — Андреас Федор Ягор,  немецкий путешественник, этнолог и этнограф.

## Скончались
- 3 июня — Пётр Иванович Шангин, русский краевед, геолог и ботаник.
- Алексей Яковлевич Поленов — юрист и правовед.
- Руис Лопес — испанский фармацевт и ботаник.